# James Carpenter (giocatore di football americano)
James Carpenter (Augusta, 22 maggio 1989) è un giocatore di football americano statunitense che milita nel ruolo di offensive tackle per gli Atlanta Falcons della National Football League (NFL). Fu scelto dai Seattle Seahawks come 25º assoluto nel Draft NFL 2011. Al college ha giocato a football ad Alabama.

## Carriera professionistica

### Seattle Seahawks

#### Stagione 2011
Carpenter ebbe delle buone prestazioni nei mesi che precedettero il draft, cosa che secondo Sports Illustrated lo fece diventare "da una scelta del terzo giro a un giocatore che a sorpresa potrebbe essere scelto alla fine del primo giro". Fu scelto dai Seattle Seahawks come 25ª scelta assoluta nel Draft NFL 2011. Carpenter iniziò nove gare da titolare nella sua stagione da rookie prima di subire un grave infortunio che mise fine alla sua prima stagione.

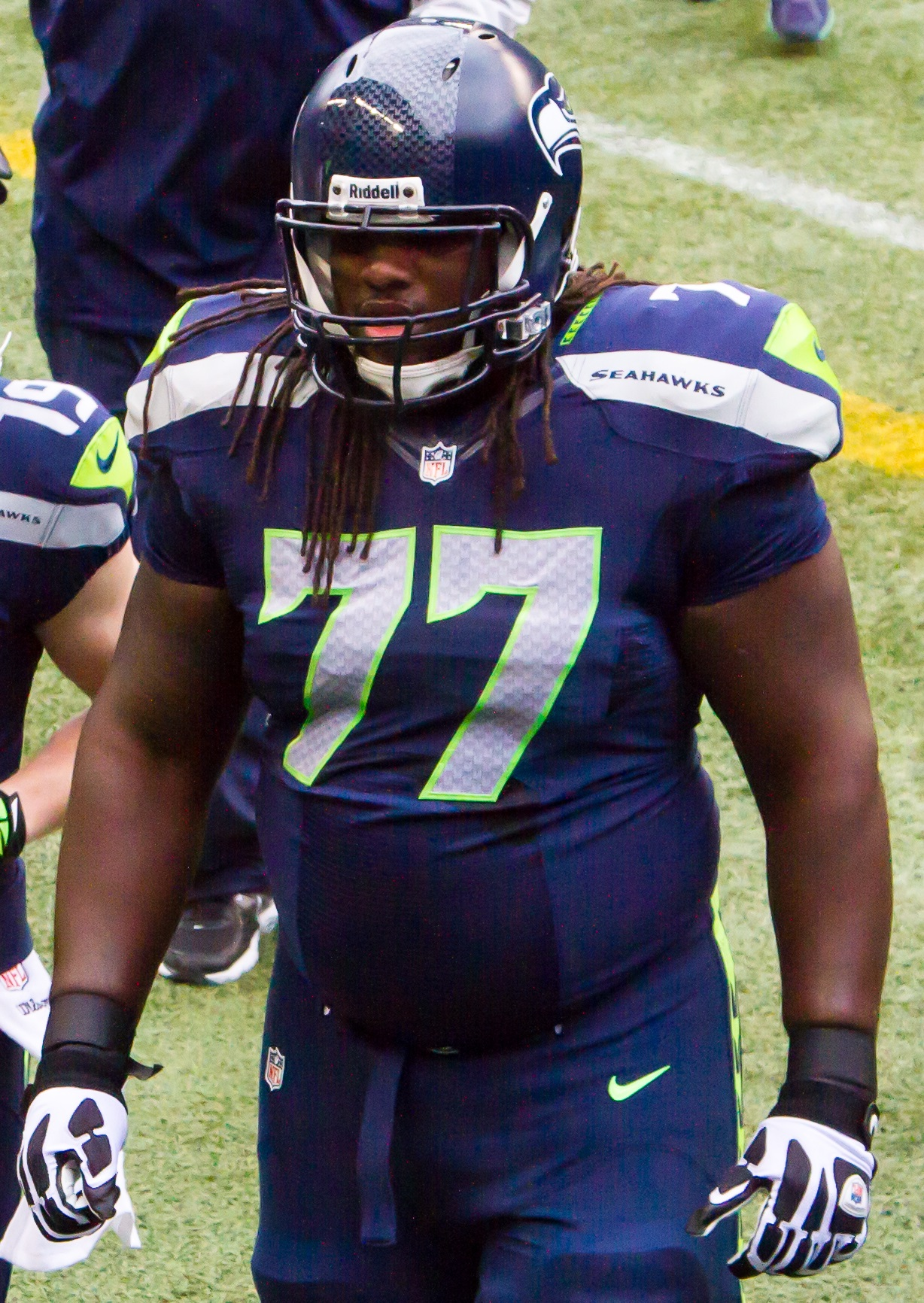
Carpenter coi Seahawks nel 2013

#### Stagione 2012
Il 15 maggio 2012 trapelò l'indiscrezione che, secondo Dan Pompei del National Football Post, ci sarebbero state buone possibilità che Carpenter saltasse l'intera stagione 2012 a causa dell'infortunio al ginocchio rimediato nel precedente mese di novembre. Tornò invece in tempo disputare le ultime 7 gare dell'annata, tutte giocate come titolare.

#### Stagione 2013
Nella stagione 2013, Carpenter disputò per la prima volta tutte le 16 gare della stagione regolare, dieci delle quali come titolare. Il 2 febbraio 2014, nel Super Bowl XLVIII contro i Denver Broncos partì come titolare, in una gara che Seattle dominò dall'inizio alla fine della partita, laureandosi campione NFL .

#### Stagione 2014
Nella stagione regolare 2014, Carpenter disputò 13 partite, tutte come titolare. I Seahawks fecero ritorno al Super Bowl, ma furono sconfitti dai New England Patriots per 28-24.

### New York Jets
Il 10 marzo 2015, Carpenter firmò un contratto quadriennale del valore di 19 milioni di dollari con i New York Jets.

### Atlanta Falcons
Il 13 marzo 2019 Carpenter firmò un contratto biennale con gli Atlanta Falcons.

## Palmarès

### Franchigia
- Super Bowl : 1

Seattle Seahawks: Super Bowl XLVIII
- National Football Conference Championship: 2

Seattle Seahawks: 2013, 2014